# Wer erschoss Mr. Burns?
Wer erschoss Mr. Burns? (englischer Originaltitel Who Shot Mr. Burns?) war,  ungeachtet der Vorgängerserie Die Simpsons Shorts mit der Folge Maggie in Gefahr, die erste Doppelepisode der US-amerikanischen Zeichentrickserie Die Simpsons (2017 folgte in Staffel 28 eine weitere Doppelfolge Der große Phatsby, 2020 in Staffel 31 Krieg der Priester, 2021 in Staffel 33 A Serious Flanders). Im ersten Teil macht sich Mr. Burns bei der Bevölkerung Springfields unbeliebt und wird daraufhin niedergeschossen, der zweite Teil handelt von der Aufklärung der Tat.

## Handlung

### Teil 1
Auf dem Schulgelände der Springfield Elementary School stößt der Hausmeister Willie auf Erdöl. Zur selben Zeit will Mr. Burns im Atomkraftwerk einen Brief weitergeben lassen, bis er bei Homer Simpson landet. Er gibt den Brief wieder zurück an Mr. Burns, wobei dieser auf Homer schimpft, da er der Absender und nicht der Empfänger ist, ihm aber Homers Name nicht einfällt. Als dieser ihn sagen will, bekommt er ein ein Kilo schweres Gewicht auf seinen Kopf, sodass er leicht wütend wird.
Nachdem man in der Grundschule herausgefunden hat, dass die schwarze Masse Erdöl ist, wird ihnen von einem Arbeiter mitgeteilt, dass sie somit eine der reichsten Schulen im Bundesstaat wäre. Als Mr. Burns von dem Ereignis der Grundschule erfährt, regt er sich auf, da laut ihm eine Ölquelle nicht in die Hände „liberal-denkender sozialer Mitleidsprotze“ gehört. Danach geht er mit Smithers in den Aufzug, wobei sie unter anderem auf Homer treffen. Obwohl sich dieser ein Namensschild gemacht hat, erkennt ihn Burns nicht. Dies stimmt ihn wieder traurig.
Beim Nachdenken, was sie mit dem Geld anfangen sollten, entscheiden sich der Schuldirektor Skinner und der Oberschulrat Chalmers, die Schülerschaften und Lehrer zu fragen. Dabei wünscht sich Lisa ein neues Jazz-Programm für den Musikunterricht, woraufhin Tito Puente als Musiklehrer eingestellt wird und der Hausmeister Willie einen Putzeimer aus Kristall für sein Schmutzwasser bekommt. Doch kommt auch Burns als Schüler verkleidet und wünscht, dass das Öl den örtlichen Energiekonzernen übergeben werden sollte. Dies wird aber abgelehnt und Burns droht, gegen ihn vorzugehen.
Als Homer mit seiner Familie am Esstisch über sein Namensproblem spricht, schlägt Marge ihm vor, Burns eine Pralinenschachtel mit einem Familienfoto zu schicken. Dieser erhält die Schachtel in seinen Gemächern. Zusammen mit seinem Butler beobachten sie seine erbaute Ölbohrstation und die der Schule. Als Smithers Burns sagt, dass sein Vorhaben nicht okay sei und andere Menschen sein Verhalten, da es keine Konkurrenz für ihn darstellt, nicht verstehen würden, meint Burns, dass das leichter wäre, als einem Kind Süßigkeiten wegzunehmen. Daraufhin erblickt der alte Mann ein Kind mit Süßigkeiten, will ihm diese wegnehmen, wird jedoch von Smithers überredet, die Pralinenschachtel der Simpsons zu nehmen. Sie essen alle auf, bis auf die, die Homers Kopf verdeckt, da Burns Sauerquitte nicht schmeckt, und werfen anschließend die Schachtel weg. Burns erinnert sich an alle Familienmitglieder, außer Homer, und schreibt ihnen einen Dankesbrief.
Nachdem Lisa den Hebel betätigt hat, um das Öl herauszupumpen, kommt nur ein Tropfen heraus. Der Grund dafür ist, dass Burns mit seiner Schräg-Ölbohrstation das Erdöl der Schule angezapft hat. Obwohl sich Smithers davon nicht begeistert zeigt, wird die Station in Betrieb genommen. Das Öl spritzt dabei so heraus, dass es Barts Baumhaus zerstört und ihn und den Familienhund Knecht Ruprecht verletzt. Nachdem sie beim Tierarzt waren, muss der Hund in einen Rollstuhl. Daraufhin schwört Bart dem Verursacher Rache.
Da man Burns nicht anklagen kann (das Gesetz lautet, dass demjenigen das Öl gehört, der es zuerst fördert), ist die Schule wieder verarmt und muss die Musiklehrer Largo und Puente, sowie den Hausmeister Willie kündigen, um das Geld für den Bohrturm zu decken. Nun wünschen sich auch Skinner und die gefeuerten Angestellten Rache an Burns und auch Lisa, nachdem sie von den Ereignissen unterrichtet wurde.
Moe muss seine Taverne schließen, da durch Burns Bohrung mehr als 20 verschiedene Giftstoffe in der Luft seiner Bar gemessen wurden. Nun will auch er mit seinem Stammkunden Barney Rache an Burns ausüben. In der Nacht bricht wegen der Bohrung und der darauf folgenden Instabilität des Gebäudes das Altersheim zusammen. Abe muss nun bei der Familie seines Sohnes leben und nun ist auch er mit den anderen Seniorenheimbewohner wütend auf Burns.
Als Smithers den von Burns angerichteten Schaden betrachtet, fragt er diesen, ob er nun zufrieden sei. Der von Macht wahnsinnig gewordene Burns verneint aber und meint, er müsse die Sonne aussperren, da diese der Urfeind sei, weil sie die Kunden kostenlos mit Licht, Wärme und Energie beliefere. Smithers will mit dem nichts zu tun haben und wird deshalb von seinem Chef gekündigt. Wutentbrannt verlässt er das Atomkraftwerk.
Am nächsten Morgen ist auch Marge, wegen der Vorfälle in der Schule, sauer auf Burns. Da Homer nicht im Dankschreiben erwähnt wurde, rast er ins Atomkraftwerk, bricht in Mr. Burns Gemächer, während seiner Abwesenheit, ein und sprüht in riesigen Buchstaben er sei Homer Simpson auf die Wand. Als Burns eintritt, schreit Homer ihn mit seinen Namen an, er versteht ihn aber nicht und lässt ihn von seinen Wachleuten wegbringen. Nun schwört Homer ihm den Tod.
Bei einer Rathausversammlung beschwert sich die ganze Stadt über Burns und halten schon ihre Waffen bereit. Doch dann erscheint er persönlich und ist ebenfalls bewaffnet, da er als Grund genannt hat, dass „ein Unbekannter“ (Homer Simpson) bei ihm eingebrochen sei und keiner wagen würde, ihn umzubringen. Daraufhin verdunkelt er mit einer großen Scheibe die Sonne, woraufhin alle auf seinen Strom angewiesen sind. Der darüber erfreute Burns geht auf einen Parkplatz. Dort sieht der Zuschauer nur noch seinen Schatten. Daraufhin ertönt ein Schuss und Mr. Burns torkelt zurück ins Bild. Burns lässt sich auf die Sonnenuhr der Stadt fallen und deutet mit letzter Kraft in die Himmelsrichtungen Süden und Westen.
In einer Abschlussszene des ersten Teils meint Marge, es würde schwierig werden, den Täter zu finden, da jeder in der Stadt ein Motiv hätte. Doch meint der Polizeichef Wiggum, dass es seine Pflicht ist, den Täter zu finden.

### Teil 2
Nach dem festgestellten Tod von Mr. Burns wurde dieser in ein besseres Krankenhaus gebracht, um wiederbelebt zu werden. Allerdings liegt er im Koma. Smithers wacht als betrunkenes Wrack auf. Er hat zuvor geträumt, dass Mr. Burns unter der Dusche gewesen wäre und noch lebt.
Am Esstisch der Simpsons zählt Lisa die Motive auf, die ein Simpson gehabt hätte, Burns umzubringen. Allerdings wirft Homer ein, dass die Polizei einen Verdächtigen zuvor festgenommen habe, nämlich Smithers. Dieser fragt sich zuvor, ob er wirklich Mr. Burns umgebracht hätte. Schockiert entdeckt er eine Waffe in seiner Brusttasche, aus der er kurz zuvor geschossen hat. Nun erinnert er sich: Am Tag, an dem Burns erschossen wurde, hat er betrunken einen alten Mann erschossen. Er glaubt, es wäre Burns gewesen.
Zur selben Zeit wird die Sonnenscheibe, die Springfield verdunkelte, abgerissen.
Smithers will in die Kirche beichten gehen und gesteht die Sünde, Burns erschossen zu haben. Ihm hört auf der anderen Seite aber nicht ein Priester zu, sondern Chief Wiggum, der ihn daraufhin festnimmt. Im Polizeirevier versucht Smithers sein Verbrechen zu rechtfertigen. Bei der Abführung macht er in einem Interview vor der Kamera ein Witz über Madonna, welchen er aus der Fernsehsendung Entschuldigen Sie die Beleidigung geklaut hat.
Tingeltangel-Mel, der mit Krusty das Interview ansieht, schreckt auf, da diese Sendung lief, als Burns niedergeschossen wurde. Somit kann es Smithers nicht gewesen sein, weil er zu Hause vor dem Fernseher saß. Daraufhin geht er mit Krusty zum Polizeirevier. Dort angekommen erklären sie Wiggum, dass Smithers Burns nicht umgebracht haben konnte. Nun erinnert sich auch Smithers wieder: Den Mann, den er tatsächlich angeschossen hat, ist Jasper Beardley. Doch da kein zweiter Mordfall bekannt war, fahren sie zu diesem. Er offenbart, dass Smithers ihn ins Holzbein geschossen hat, und Smithers wird aus der Haft entlassen.
Als die Simpsons davon hören, entschließt sich Lisa selbst auf Spurensuche zu gehen. Als sie bei der Polizei eintrifft, verdächtigt sie die Personen Moe, Barney, Willie und Skinner, da sie alle durch Burns etwas verloren haben. Allerdings glaubt Wiggum eher, dass es Tito Puente gewesen ist, da er Rachedrohungen an Burns gemacht hat. Sie fahren zu ihm und befragen ihn. Er sagt aber, dass er die Rache nicht physisch, sondern psychisch gemeint hat und spielt der Polizei als Beweis den Rachesong vor.
Nun werden, bis auf Barney, die durch Lisas Liste Verdächtigen befragt: Skinner, der Burns verfolgen wollte, wurde mit Chalmers Aussage freigesprochen, der den Direktor zum Zeitpunkt des Mordes gesehen haben soll; Willie wird entlastet, da er Arthritis an den Fingern hat und somit keine Schusswaffe benutzen kann und Moe wird mit einem Lügendetektor befragt, der beweist, auch er habe Burns nicht erschossen.
Im Polizeirevier wird entschieden, dass man den Anzug des Opfers untersuchen sollte. Dort finden sie ein Haar. Dieses wird zur DNS-Analyse verwendet und beweist, dass das Haar von einem Simpson stammt. Zur selben Zeit wacht Burns aus dem Koma auf und antwortet auf jede Frage mit Homer Simpson. Bei den Simpsons findet man die Schusswaffe, mit der Burns erschossen wurde. Durch einen Fingerabdruck wird bewiesen, dass Homer diese Waffe benutzt hat. Er wird wegen versuchten Mordes abgeführt.
Lisa kommt jedoch später zu dem Schluss, dass Homer trotz der Beweise nicht der Täter sein müsse, da die DNS auf alle Simpsons zutrifft und Homers Fingerabdruck auf die Waffe hätte kommen können, als seine Eiscremekugel auf den Boden fiel. Homer schafft es in der Zwischenzeit, aus dem Polizeiauto zu fliehen. Als man darauf aufmerksam wird, wird eine Belohnung von 50.000 US-Dollar auf ihn ausgesetzt. Daher laufen alle in Burns Krankenzimmer, in dem sich auch Homer befindet. Sie sehen ihn, wie er wutentbrannt Burns auffordert zu sagen, dass nicht er der Mörder war. Nachdem Burns eine lange Zeit nur Homer Simpson sagte, behauptet er plötzlich wieder, er kenne diesen Mann nicht und sagt, dass Maggie auf ihn geschossen habe: Als er zum Parkplatz gegangen ist, findet er Maggie vor. Er will ihr den Lutscher wegnehmen, sodass zwischen ihnen ein Streit beginnt. Dabei fällt Burns seine Waffe herunter und Maggie schießt unabsichtlich mit ihr auf ihn.
Nun will Burns, dass Maggie von der Polizei festgenommen wird. Wiggum weigert sich aber und behauptet, dass das Gericht kein Baby verurteilen würde und die Tat wohl nicht beabsichtigt war.

## Produktion
Matt Groening hatte die Idee, eine Doppelepisode der Simpsons zu produzieren, als er eine Folge drehen wollte, in der Mr. Burns erschossen wird. Die Doppelfolge wollte er als Werbegag benutzen. Daraufhin entschieden sich die Drehbuchautoren, die Handlung in zwei Teile zu teilen, wobei der erste Teil ein mysteriöses Ende haben sollte mit der Option, einen Wettbewerb zu diesem zu starten. Sie hielten es für wichtig, ein Mysterium zu erfinden, welches Anhaltspunkte bot, die Vorteile der Standbild-Technologie nutzte und um eine Person konstruiert war, die offensichtlich der Täter zu sein schien. Oakley und Weinstein suchten sich, als sie überlegten, wer der Täter sein sollte, Barney Gumble aus, da dieser Charakter ins Gefängnis gehen und die Dynamik der Serie ändern könnte. David Mirkin schlug allerdings Maggie vor, da es einerseits lustiger und sie andererseits auch ein Simpson wäre. Obwohl die Entscheidung letztlich akzeptiert wurde, waren Oakley und Weinstein zuerst unsicher bezüglich des Vorschlags.
Es fiel den Produzenten schwer, das Ende geheim zu halten. In der Zeit der Produktion wusste als einziger Animator nur David Silverman, wer der wahre Täter war. Selbst der Regisseur Wes Archer wusste zu Beginn nicht, wer der Täter war, und drehte die Episode bis zum Schluss. Während das Ende animiert werden sollte, warteten Silverman und Archer bis zum Ende des Sommers 1995 für das Weiterführen der Arbeiten. Nun realisierten sie, dass sie Hilfe für die Gestaltung brauchten. Daher gaben sie verschiedenen Zeichnern kleine Teile ohne erkennbaren Zusammenhang der Arbeiten.
Obwohl die Drehbuchautoren Tito Puente nicht kannten, schrieben sie ihn und seine lateinamerikanische Band ins Drehbuch, weil Matt Groening ein Fan von ihm war. Allerdings hielten diese ihn für den Sänger seiner Band, fanden aber später heraus, dass er der Trommler war und nicht der Sänger. Daher wurde das Lied „Señor Burns“ von einem Bandmitglied gesungen.
Wer erschoss Mr. Burns ist eine Parodie zum Staffelfinale der dritten Staffel der erfolgreichen Fernsehserie Dallas mit dem Titel Abrechnung. Dies war das bis dahin größte Fernsehereignis in der US-amerikanischen Filmgeschichte.
Der erste Teil der Doppelfolge enthält mehrere Hinweise, wer Burns tatsächlich erschossen hat. So ist beispielsweise fast jede Uhr auf 3:00 bzw. 15:00 oder 9:00 bzw. 21:00 Uhr gestellt. Wenn man eine auf 3:00 bzw. 15:00 Uhr gestellte Uhr nun umdrehen würde, sieht es so aus, als ob sie auf 9:00 bzw. 21:00 gestellt sei. Der gleichen Effekt entsteht auch andersherum. Das heißt, man sollte das Bild von der Sonnenuhr, auf der Burns am Schluss lag, umdrehen, sodass die Initialen M und S (Maggie Simpson) zu erkennen sind. Allerdings wurden auch falsche Hinweise eingebaut. So hebt Burns vor Moes Taverne (auf der MOES steht) seine Arme, woraufhin ein YES zu erkennen ist, da er die Buchstaben M und O verdeckt.
Um das Produktionsteam zu verwirren, wurden mehrere Enden zur Doppelepisode geschrieben und produziert, um das wahre Ende zu vertuschen. In der Folge Die 138. Episode, eine Sondervorstellung sieht man in einer Aneinanderreihung von Szenen, wie Apu, Moe, Barney, Tito Puente oder Knecht Ruprecht aus derselben Stellung auf Burns schießen. Zudem wurde eine Szene mit einer komplett aufgelösten Szene gezeigt. Dabei erzählt Burns im Krankenhaus, er sei zum Parkplatz gegangen und hätte Maggie ihren Lutscher weggenommen. Daraufhin taucht der betrunkene Smithers aus dem Hinterhalt auf und schießt ihn nieder. Als Strafe zieht Burns Smithers fünf Prozent von seinem Gehalt ab.

## Zwischen den Episoden
In der Zeit zwischen der Erstausstrahlung des ersten und der des zweiten Teils der Doppelepisode gab es viele Diskussionen der Fans, wer Burns niedergeschossen habe. Fox bot in der Zeit ein Gewinnspiel an, bei dem der Anrufer raten musste, wer der Täter war. Der Wettbewerb lief vom 13. August 1995 bis einschließlich zum 10. September 1995. Dies war einer der ersten Wettbewerbe, die Elemente des Fernsehens mit Elementen des Internets verbanden. Fox registrierte eine neue Website, www.springfield.com, die sich mit dem Geheimnis der Folge befasste und im Sommer 1995 über 500.000 Hits hatte. Der Gewinner sollte ursprünglich als Figur in einer Simpsons-Episode animiert werden und auftreten. Allerdings gab es keinen Gewinner, da Fox die Antwort einer zufällig ausgewählten Person aus einem Topf aller Antworten zog und die gezogene Antwort falsch war. Trotzdem bekam diese Person einen Geldpreis. So ist es möglich, dass mehrere Teilnehmer zwar die richtige Antwort einschickten, jedoch nicht ausgewählt wurden.
In der Sendung vor der Ausstrahlung des zweiten Teils der Folge wurde am 17. September 1995, um 19:30 Uhr Ortszeit, die Sendung Springfield's Most Wanted ausgestrahlt. Sie wurde von John Walsh moderiert, dauerte 22 Minuten (inklusive Werbeunterbrechung 30 Minuten) und ist eine Parodie zu America’s Most Wanted, das ebenfalls von Walsh moderiert wurde. In der Sendung diente Bill Brown als Regisseur, wobei Jack Parmeter und Bob Bain die Drehbuchautoren waren. Das Special sollte den Zuschauern durch das Auswerten von Hinweisen beim Ermitteln der Hauptverdächtigen helfen herauszufinden, wer Burns erschossen hätte. Zwar bestand das Special hauptsächlich aus Zusammenschnitten alter Folgen, doch erhielt die Sendung auch Meinungen von Daryl Gates, dem ehemaligen Polizeichef von Los Angeles, und Prognosen von Andrew Shue, Courtney Thorne-Smith, Chris Elliott, Kevin Nealon sowie Dennis Franz.

## Rezeption
Der zweite Teil der Doppelfolge hatte laut den Nielsen Ratings eine Einschaltquote von 12,9 Millionen Haushalten in den Vereinigten Staaten und landete somit in der Ratingwoche vom 11. bis 17. September 1995 den 16. Platz in den USA.
Im Jahr 2003 veröffentlichte die Zeitschrift Entertainment Weekly eine Liste der 25 besten Episoden von Die Simpsons, von denen diese Doppelfolge den 25. Platz erreichte. Sie schrieben dazu folgenden Kommentar: „a two-part comedic homage to Dallas' Who shot J.R.? stunt, [Who Shot Mr. Burns] is perhaps The Simpsons' most grandiose pop moment ever“. The Daily Telegraph zählte beide Folgen sogar unter die besten zehn der gesamten Serie.
Von vielen Kritikern wurde der Cliffhanger der sechsten Staffel als genial bewundert. So sagte Jake Rossen von der Zeitschrift Wizard „Sometimes it’s better to make up your own ending, kids.“ und führt ihn auf dem sechsten Platz der 25 Besten Cliffhanger aller Zeiten. Zudem fügte Gary Susman von Entertainment Weekly 2008 hinzu, dass der erste Teil eines der elf besten Enden der Fernsehgeschichte habe.
Der Song „Señor Burns“, welcher von Alf Clausen komponiert und von Bill Oakley und Josh Weinstein geschrieben worden war, wurde 1996 für einen Primetime Emmy Award nominiert. Tito Puente ist laut AOL auf Platz 19 der 25 Lieblingsgaststars der Serie.

## Deutsche Synchronisation
In der deutschen Synchronisation gibt es einen bedeutenden Unterschied zwischen Teil 1 und Teil 2. In Teil 1 ist zwar nicht zu sehen, wer der Mörder ist – aber es gibt einen Dialog, in dem Burns seinen Angreifer siezt. In der Auflösung in Teil 2 wird der gleiche Dialog nochmals rückblickend gezeigt – hier duzt Burns die dann als Angreiferin überführte Maggie. In der englischen Version sind beide Dialoge mit „you“ identisch. Die Synchronisation erklärt sich so, dass ein wenig förmliches „Du“ in Teil 1 bereits auf ein Kind als Täter hingewiesen hätte.